# Silurus asotus
Silurus asotus es una especie de peces de la familia Siluridae en el orden de los Siluriformes.

## Morfología
• Los machos pueden llegar alcanzar los 130 cm de longitud total y los 30 kg de peso.

## Distribución geográfica
Se encuentra en Japón (Honshu, Shikoku y Kyushu), la Península de Corea, Taiwán, la China y Rusia.